# Prunus bucharica
Prunus bucharica är en rosväxtart som först beskrevs av Sergei Ivanovitsch Korshinsky, och fick sitt nu gällande namn av Boris Fedtjenko. Prunus bucharica ingår i släktet prunusar, och familjen rosväxter. Inga underarter finns listade i Catalogue of Life.